# Bleptina latona
Bleptina latona là một loài bướm đêm trong họ Noctuidae.